# Gyöngyös
För andra betydelser, se Gyöngyös (olika betydelser).
Gyöngyös (tyska: Gengeß, slovakiska: Dindeš) är en stad i provinsen Heves i centrala Ungern. Staden hade 29 176 invånare (2019).

## Vänorter
Gyöngyös har fem vänorter:
- Ringsted, Danmark (1973)
- Pieksämäki, Finland (2000)
- Sanok, Polen (2003)
- Târgu Secuiesc/Kézdivásárhely, Rumänien (1995)
- Zeltweg, Österrike (1993)